# Pénfigo
El término pénfigo proviene del griego y significa "ampollas", y también se denomina fuego salvaje. Todas las erupciones ampollosas pueden entrar en este término, ya que se ha conservado para indicar una enfermedad dermatológica, autoinmune, idiopática y, sobre todo, con base en un aspecto específico de alteración estructural microscópicamente reconocible.

## Tipos de pénfigo
- pénfigo vulgar o pénfigo crónico maligno
- pénfigo vegetante
- foliáceo
- seborreico
- subagudo maligno
- subagudo febril
- pénfigo paraneoplásico
- pénfigo iatrógeno (provocado por fármacos)

### Pénfigo vulgar o crónico maligno
Es la expresión más típica de la dermatosis ampollosa, en el que la ampolla es el síntoma primitivo y fundamental. La ampolla o las ampollas, son intraepidérmicas y su formación está condicionada por un proceso específico de alteración estructural intraepidérmico con formación de células características. Las ampollas pueden manifestarse en cualquier localización cutánea.  Puede tratarse de la aparición de una ampolla única, o bien de varias ampollas simultáneas. Por regla general la erupción se localiza en una región cutánea, y de modo más frecuente empieza en la mucosa bucal. La ampolla es un elemento primario, fundamental y exclusivo de la enfermedad.
Se trata de una lesión cuyo tamaño oscila entre el de una nuez y un huevo, que puede aparecer como tal o bien alcanzar con el tiempo los tamaños citados. Las ampollas son transparentes y su contenido es líquido cetrino, que puede hacerse turbio o purulento.  
Las ampollas como tales duran de 8 a 15 días, luego tienden a arrugarse o se secan y se rompen. Las que se rompen forman una costra o escoraciones e, incluso, úlceras, especialmente cuando el contenido de las ampollas había sido purulento. Al mismo tiempo aparecen nuevas ampollas, por lo cual, en un momento dado, se produce una invasión generalizada de costras, erosiones, ulceraciones, ampollas nuevas, porciones despegadas de piel y manchas de pigmentación, todo derivado de la única lesión inicial, que siempre es la ampolla.  
Una característica de estos enfermos es la especial facilidad para el desprendimiento de la piel.

### Síntomas
A diferencia de lo que ocurre en otras enfermedades ampollosas, en el pénfigo vulgar, la fase preampollosa no suele denunciar fenómenos dolorosos o pruringinosos. En cambio, el dolor es a menudo muy intenso, cuando se forman erosiones o ulceraciones muy extensas.
La enfermedad no tratada lleva a la muerte que se produce por caquexia, por complicaciones pulmonares y a veces también renales. Paradójicamente, en la fase terminal de la enfermedad, las afecciones cutáneas mejoran y precisamente esta mejoría anuncia la muerte inminente.